# Lars Pålsson Syll
Lars Jörgen Pålsson Syll, född 5 november 1957, är en filosofie doktor i ekonomisk historia 1991, ekonomie doktor i nationalekonomi 1997, docent i ekonomisk historia 1995 vid Lunds universitet, är sedan 2004 professor i samhällskunskap vid Malmö universitet. Han hade Erik Dahmén som mentor i unga år och han studerade även under Hyman Minsky som ung forskarstuderande i USA i början av 1980. Sylls forskning har främst varit inriktad mot ekonomisk doktrinhistoria, ekonomisk metodologi, distributiva rättviseteorier och globalisering.
Lars Pålsson Syll har varit en livaktig deltagare i den ekonomiska debatten under de senaste åren och är en skarp kritiker av den "konventionella ekonomiska visdomen" och av nyliberalism och neo-klassisk konsensus. Han har publicerat sig flitigt internationellt bland annat i ansedda Real World Economics Review och hans blogg är en av de mest lästa ekonomibloggarna i Sverige och internationellt med över 110 000 besökare varje månad.
Syll har introducerat kritisk realism i den svenska ekonomiska debatten och på det vetenskapsteoretiska och metodologiska området starkt kritiserat socialkonstruktivistisk och postmodern relativism. Syll har under senare år deltagit aktivt i debatten kring utbildningspolitik och folkbildning. Syll har som ekonom och samhällsdebattör varit starkt influerad av John Maynard Keynes liksom John Kenneth Galbraith och andra Institutionella ekonomer och har gjort sig känd som en uttalad motståndare till alla former av marknadsapologetik och nyliberalism som han kritiserade i sin bok 2001  " Den dystra vetenskapen : ekonomi och nyliberalism krisen " .
Han spårar dagens problem till mitten av 1970-talet , då ekonomer började dominera den offentliga välfärds diskussionen ,och med hjälp av neo-klassiska mikroekonomiska argument har hävdat att den offentliga sektorn skall behandlas på samma sätt som den privata sektorn . Dessa neo-klassiska ekonomer förnekade att det fanns någon verklig skillnad mellan fabriks-tillverkning och socialtjänst och menade enligt Lars Pålsson Syll, att mottagarna av dessa tjänster bör behandlas som informerade kunder. 
Neoklassisk nationalekonomi hävdar, enligt Lars Pålsson Syll, att institutioner med skattefinansierade välfärd var negativa incitament för entreprenörskap som främjade tillväxten.
Lars Pålsson Syll menar i motsats till detta, att det är falska antaganden. Marknadsekonomi är generellt sett inte applicerbar på välfärdens områden. Lars Pålsson Syll har också hävdat att ökad inkomst jämlikhet i själva verket kan främja tillväxt i stort, eftersom en starkare skyddsnät tillåter individer att ta större risker .Han menar också att överdriven rikedom av ett fåtal individer kan utgöra ett direkt hot mot demokratin.
Som professor i samhällskunskap har Syll betonat att samhällskunskapen inte bara ska beskriva samhällsfenomen och samhällsproblem utan också, och främst, bidra till att på djupet förklara dem.

### Böcker
- Samhälleliga val, värde och exploatering. En ekonomisk-filosofisk kritik Filosofie doktor avhandling i ekonomisk historia. Lund 1991.
- Den strukturanalytiska traditionen. En studie i ekonomisk teori- och metodutveckling i Sverige Studentlitteratur Lund 1997.
- Utility theory and structural analysis. Four essays in the history of Swedish Economic thought Ekonomie doktor avhandling i nationalekonomi. Lund 1997.
- Den dystra vetenskapen Atlas Stockholm 2001.
- Ekonomisk teori och metod. Ett kritisk-realistiskt perspektiv Studentlitteratur Lund 2001.
- Vad bör kommunerna göra – ekonomi och marknadsreformer inom den kommunala sektorn Jönköping University Press Jönköping 2002. (Medförf: J Appelquist & K Nyberg)
- Den sociala ekonomin – en osynlig och outnyttjad resurs. Studieförbundet Vuxenskolan Jönköping 2006.
- John Maynard Keynes SNS Förlag 2007.
- De ekonomiska teoriernas historia Studentlitteratur Lund. Fjärde utvidgade upplagan 2007.
- Gnu Regression, Econometrics and Time-Series Library - en introduktion till Gretl Forthcoming 2010.
- Ekonomisk doktrinhistoria Forthcoming Studentlitteratur 2010.

### Artiklar
- Pre-Industrial Economic Growth. Scandinavian Economic History Review 2/1992.
- Notes on Neoinstitutional Economics. Scandinavian Economic History Review 2/1992.
- Cassel and Revealed Preference Theory. History of Political Economy, 3/1993.
- Wicksell on Harmony Economics: The Lausanne School vs. Wicksell. Scandinavian Economic History Review 2/1993.
- Myrdal's Immanent Critique of Utility Theory. History of Political Economy 3/1998.
- Long cycles Routledges Encyclopedia of International Political Economy vol 2, 2001.
- Revealed preferences Routledges Encyclopedia of International Political Economy vol 3, 2001.
- The spread of Italian economic thought in Sweden, 1750–1950 I P F Asso (red), La diffusione del pensiero economico italiano all'estero, 2001 (Medförf: Bo Sandelin).
- The Lausanne School vs. Wicksell. I D A Walker (red), The Legacy of Léon Walras, Edward Elgar, 2001.
- Ekonomi utan ränta. En teorihistorisk studie. Insikt 2000:1.(Medförf: Svante Lingärde).
- Den nya ekonomin – industrisamhällets femte våg. Insikt 2001:2. (Medförf: Svante Lingärde).
- Amartya Sen on Neo-Liberalism. Insikt 2004:1.
- The pitfalls of postmodern economics : remarks on a provocative project. I Peopled economies: conversations with Stephen Gudeman Collegium for Development Studies, Uppsala University 2005 (Medförf: G Helgesson, A Hornborg, S Löfving).
- En forskningspolitisk kursändring behövs. Praktik & Teori 2/2006.
- I globaliseringens spår. Impuls 1/2007.
- Kunskap och nationers välstånd. Ekonomisk Debatt 3/2008.
- Future macroeconomics - viewed from the perspective of Keynes methodology and critical realism.' Nordom-konferensen 2008.
- Vargarnas frihet leder till fårens dödArtikel om Naomi Kleins "Chockdoktrinen"och Johan Norbergs "Allt om Naomi Kleins nakenchock" DN 25 juni 2008.
- Var är nyliberalernas självkritik Artikel om finanskrisen. Newsmill 28 september 2008.
- Den irrationella marknaden Artikel om finanskrisen. DN 24 oktober 2008.
- Finanskrisens anatomi  Videoföreläsning om finanskrisen på Glokala folkhögskolan 31 januari 2009.
- Riksbankens räntesänkning meningslös utan stort stimulanspaket Newsmill 12 februari 2009.
- Lönesänkningar gjorde miljontals människor arbetslösa under trettiotalsdepressionen Newsmill 10 mars 2009.
- Av med tvångströjan! Efter Arbetet 5/2009.
- Bonusarna försvagar företagens konkurrenskraft Newsmill 27 mars 2009.
- Den traditionella räntevapnet förefaller allt mer tandlöst Sydsvenska Dagbladet 4 april 2009.
- Nyliberaler som Johan Norberg måste ta sitt ansvar Newsmill 6 april 2009.
- Norberg för oss inte en millimeter framåt i förståelsen av krisen Newsmill 14 april 2009.
- Varje felanvänd skattekrona är en stöld från folket Newsmill 27 april 2009.
- Finanskrisens anatomi – ett postkeynesianskt perspektiv SD 4/2008, s 29-54.
- Negativ ränta? Ja, varför inte? Efter Arbetet 11/2009.
- Svensk a-kassa är i internationell strykklass Newsmill 11 maj 2009.
- Stoppa nedläggningen av järnvägar (tillsammans med Jan Du Rietz, Bo Sandelin m fl) Svenska Dagbladet 18 september 2009.
- Ekonomer spekulerar Artikel om finanskrisen på Nationalencyklopedins hemsida 25 september 2009.
- Vetenskapligt bevisat att nyliberalerna har fel Newsmill 28 oktober 2009.
- Regeringens proposition om ny lärarutbildning löser inte de grundläggande problemen Newsmill 12 februari 2010.
- Bra att EU:s högerledare förstått att Tobinskatten fungerar Newsmill 22 februari 2010.
- För dåliga studenter på lärarutbildningen Sydsvenska Dagbladet 26 februari 2010.
- Återupprätta läraryrkets status Sydsvenska Dagbladet 3 mars 2010.
- Historiskt har staten spelat en avgörande roll för svensk industri Newsmill 9 mars 2010.
- Norberg gör det för enkelt för sig Newsmill 11 mars 2010.
- Höjd skatt över 40 000 ingen bra vänsterpolitik Newsmill 4 maj 2010.
- EMU-projektet kan gå omkull Newsmill 8 maj 2010.